# My First Night Without You
My First Night Without You è un singolo della cantante statunitense Cyndi Lauper, pubblicato nel 1989 ed estratto dall'album A Night to Remember. 

## Tracce
7"
1. My First Night Without You (Edited remix) – 2:58
2. Unabbreviated Love – 4:18